# Kollmar
Kollmar ist eine Gemeinde im Kreis Steinburg in Schleswig-Holstein. Ortsteile sind Bielenberg, Schleuer, Steindeich, Strohdeich,  Moorhusen und Langenhals.

## Geographie und Verkehr
Kollmar liegt etwa 13 km westlich von Elmshorn direkt an der Elbe in der Kremper Marsch. Nordöstlich verläuft die Bundesstraße 431 von Elmshorn nach Glückstadt.

## Geschichte
Kollmar wurde 1377 erstmals als Pfarrei zum Kirchspiel Asvlet urkundlich genannt. Asvlet lag von Kollmar aus elbwärts und ging in den Fluten der Elbe unter. Das Kirchspiel wurde 1393 letztmals erwähnt.
Hans von Ahlefeldt erwarb 1494 die Haseldorfer Marsch, zu der damals auch Seestermühe und Kollmar zählten. Die Ahlefeldts blieben bis 1626 im Besitz von Kollmar. Sie ließen im Jahre 1586 das Schloss Oevelgönne (= „Übelgunst“) errichten. Baumeister war der Italiener Franz de Rocha. Im Jahre 1815 wurde das baufällige Schloss abgerissen. Im Jahre 1959 wurden bei Bauarbeiten im Kreuzungsbereich der Straßen Strohdeich-Deichreihe-Langenhals
(Koordinaten: etwa 53.751169, 9.473952) Reste der ehemaligen Schloss-Wurt gefunden, darunter Bruchstücke von Mauerwerk und Sandsteinverzierung sowie Kopfsteinpflaster
Von 1657 bis 1658 wurde der Ort durch schwedische Söldner fast vollständig zerstört.
Die Güter Klein-Kollmar und Groß-Kollmar entstanden 1716 und 1820 übernahm Graf von Kielmannsegge – seit 1776 Besitzer von Klein-Kollmar – auch das Gut Groß-Kollmar. 1862 verkaufte sein Nachfahre Adolf von Kielmansegg den Gutsbesitz an eingesessene Bauern.
Die heutige Gemeinde entstand am 1. September 1974 durch den Zusammenschluss der Gemeinden Groß Kollmar und Klein Kollmar.

## Politik

### Gemeindevertretung
Bei der Kommunalwahl am 14. Mai 2023 wurden insgesamt 13 Sitze vergeben. Von diesen erhielt die Wählergemeinschaft Kollmar fünf Sitze und die CDU und die SPD erhielten je vier Sitze.

## Wappen
Blasonierung: „Von Grün und Blau durch einen abgeflachten goldenen Hügel geteilt. Oben zwei gefächerte, an den Halmen durch ein Band verbundene goldene Ähren, unten ein gestürzter silberner Anker, umschlungen von einem goldenen Tau.“

## Wirtschaft
Kollmar ist ein Kirchspieldorf und noch hauptsächlich landwirtschaftlich geprägt. Auch der Tourismus (Naherholung) spielt eine Rolle. Außerdem ist der Ort Wohnort vieler Pendler, die im nahe gelegenen Elmshorn, Glückstadt oder Hamburg arbeiten.

## Persönlichkeiten
- Thusnelda Kühl (* 14. August 1872 in Kollmar; † 24. Juli 1935 in Rendsburg), Schriftstellerin
- Peter Weber (* 1944 in Kollmar), Künstler

## Sehenswürdigkeiten
Kollmar wird gerne von Ausflüglern der umgebenden Orte besucht, die am Elbufer die vorbeifahrenden Schiffe betrachten. Im Unterschied zur Seestermüher Marsch und Teilen der Haseldorfer Marsch liegt die Fahrrinne nah am Ufer und wird von keiner Elbinsel verdeckt. Die Elbmitte bildet die Gemeindegrenze und gleichzeitig die Landesgrenze zu Niedersachsen. Zwischen dem Elbdeich und der Landesgrenze liegt ein Teil des europäischen NATURA 2000-Schutzgebietes FFH-Gebiet Schleswig-Holsteinisches Elbästuar und angrenzende Flächen|. Mit der Nordspitze des Pagensandes liegt ein kleiner Teil des Naturschutzgebietes Elbinsel Pagensand im Gemeindegebiet. Das Gemeindegebiet liegt fast vollständig im am 10. Juli 1980 gegründetem Landschaftsschutzgebiet Kollmarer Marsch.
Sehenswert ist auch die Kirche zu Kollmar aus der Mitte des 15. Jahrhunderts, ein einschiffiger Backsteinbau mit dreiseitigem Ostschluss.
Im Jahr 2003 brannte die Erdwallholländermühle von 1815 zusammen mit dem historischen Nebengebäude vollständig nieder.

## Bilder

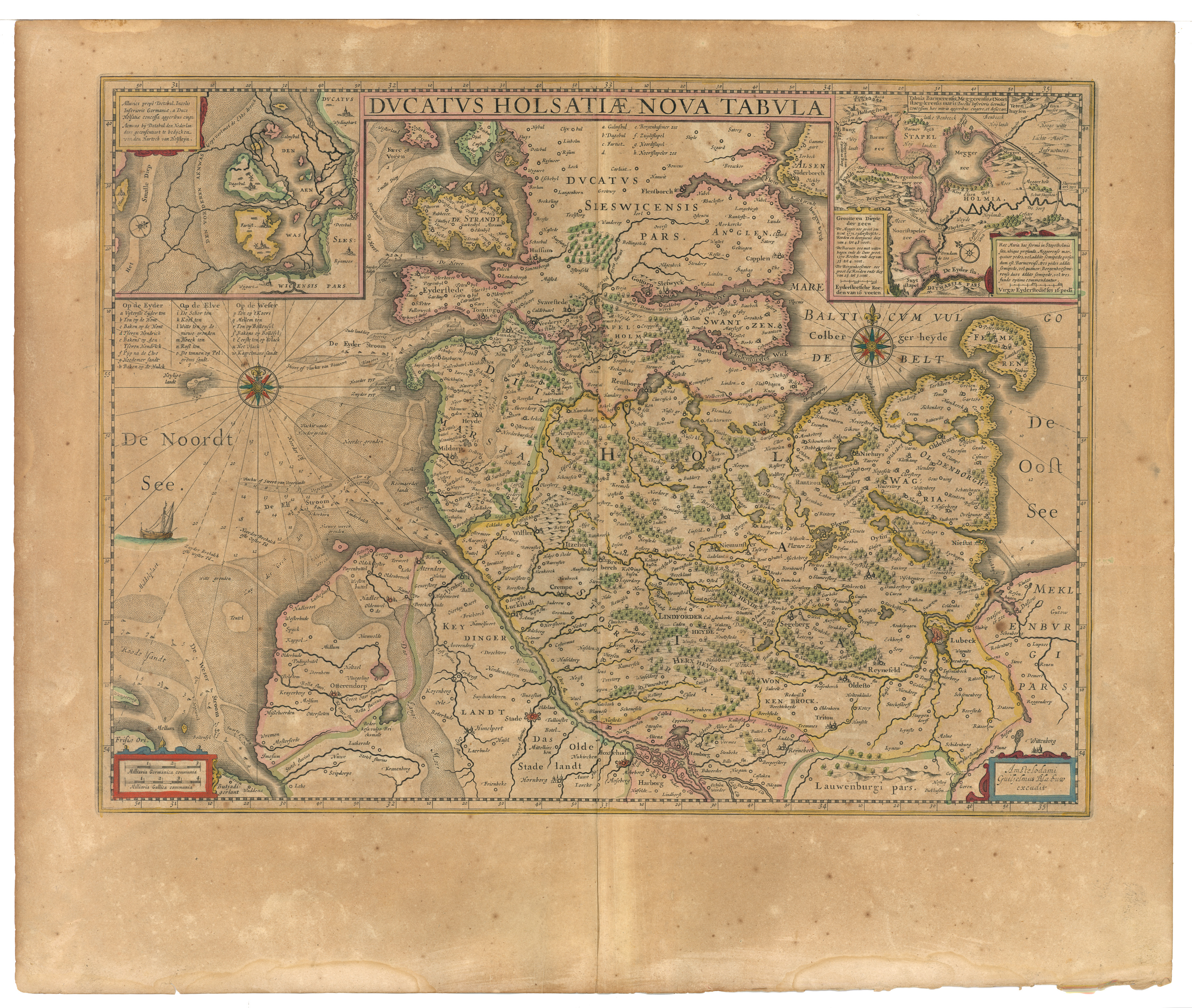
„Colmar“ (und „Bileberg“) 1645 im Atlas Maior von Blaeu
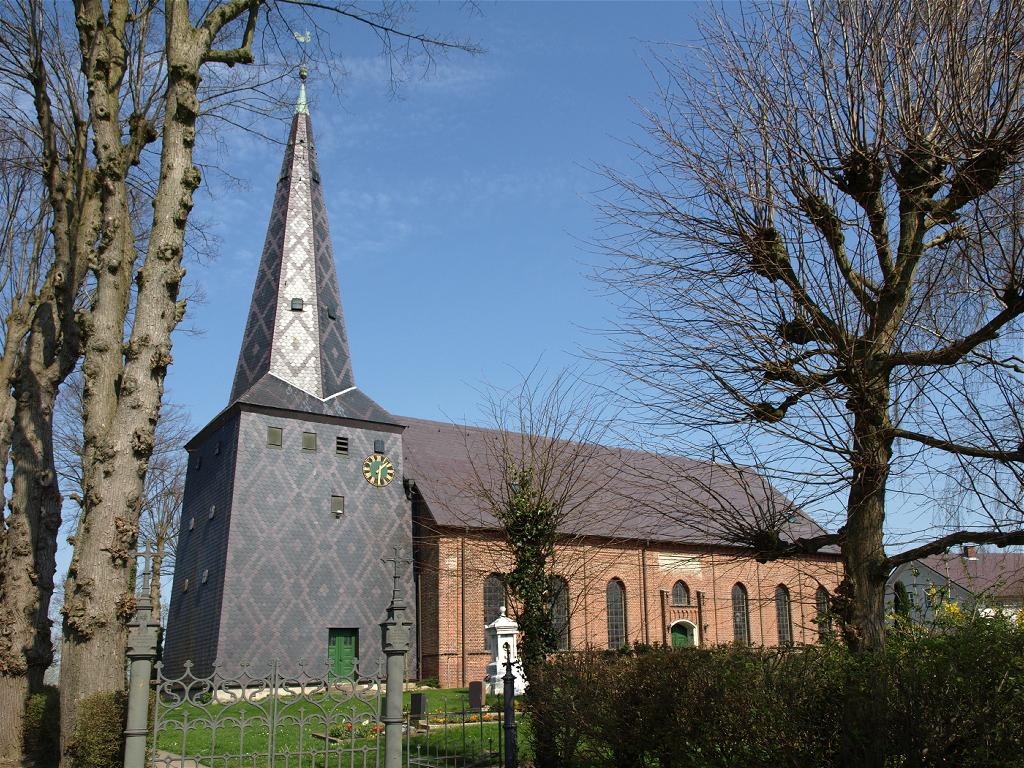
Die Dorfkirche von Kollmar
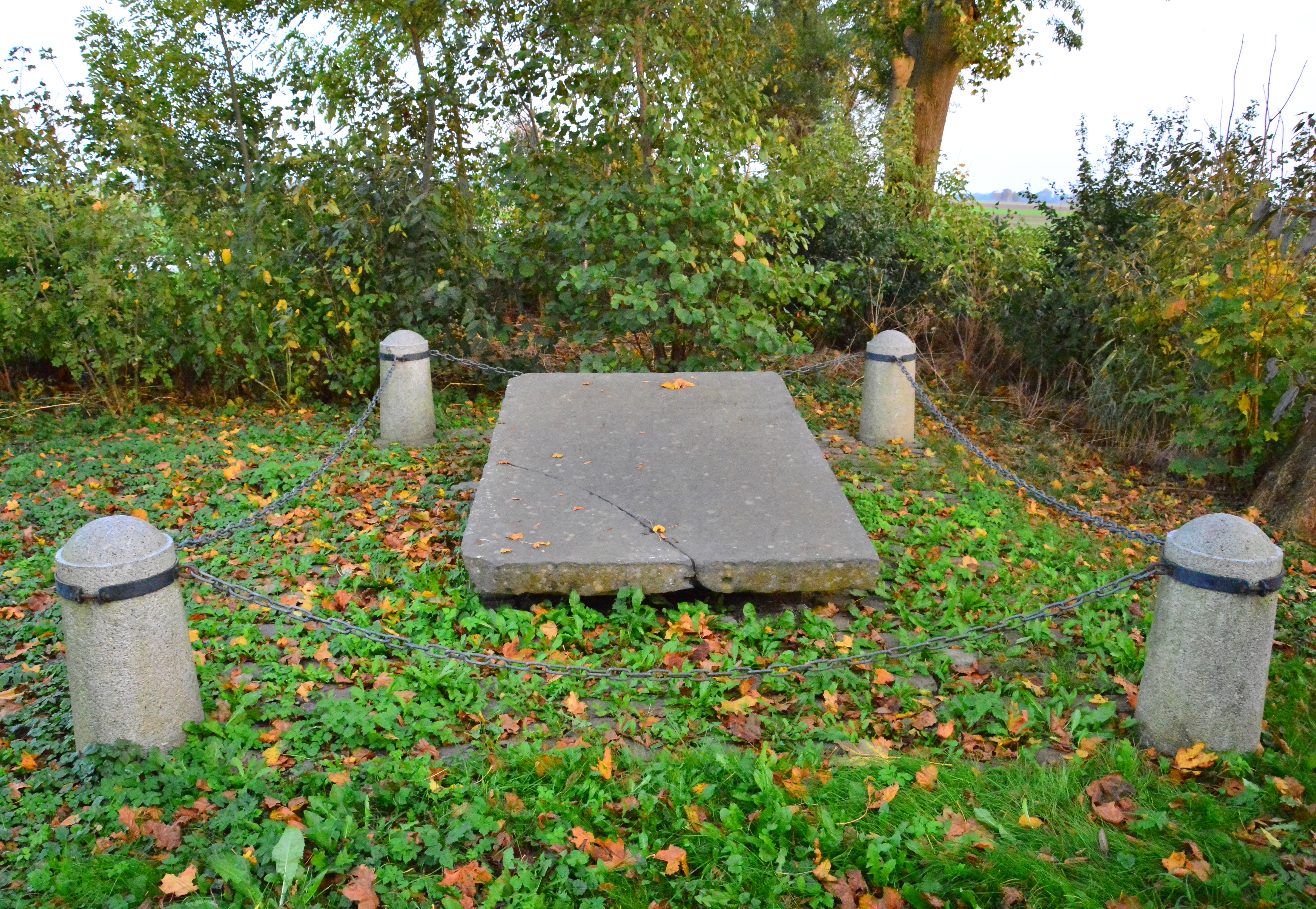
Gedenkstein am ehemaligen Schlossplatz
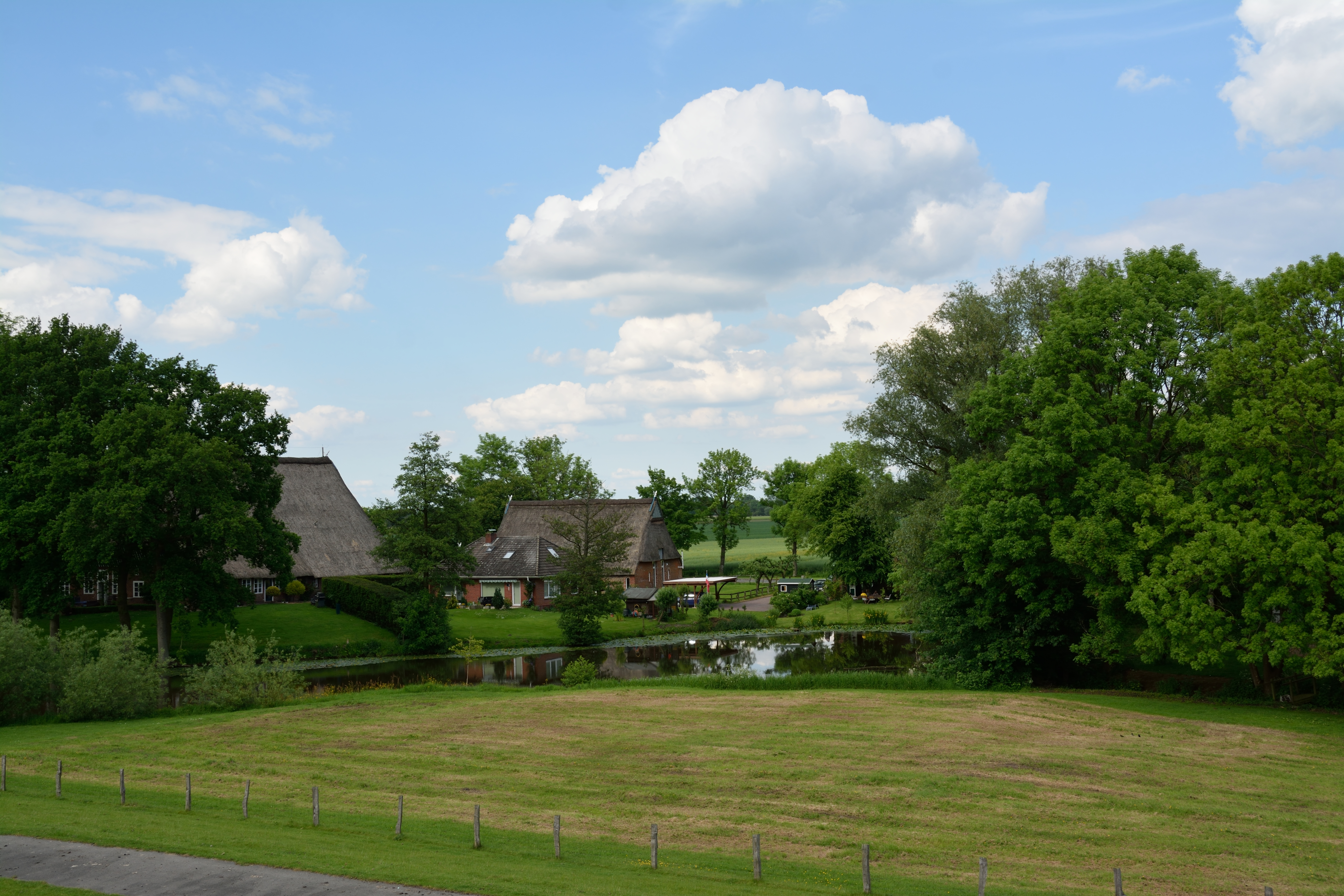
Brake hinter dem (Kollmar-)Bielenberger Elbdeich
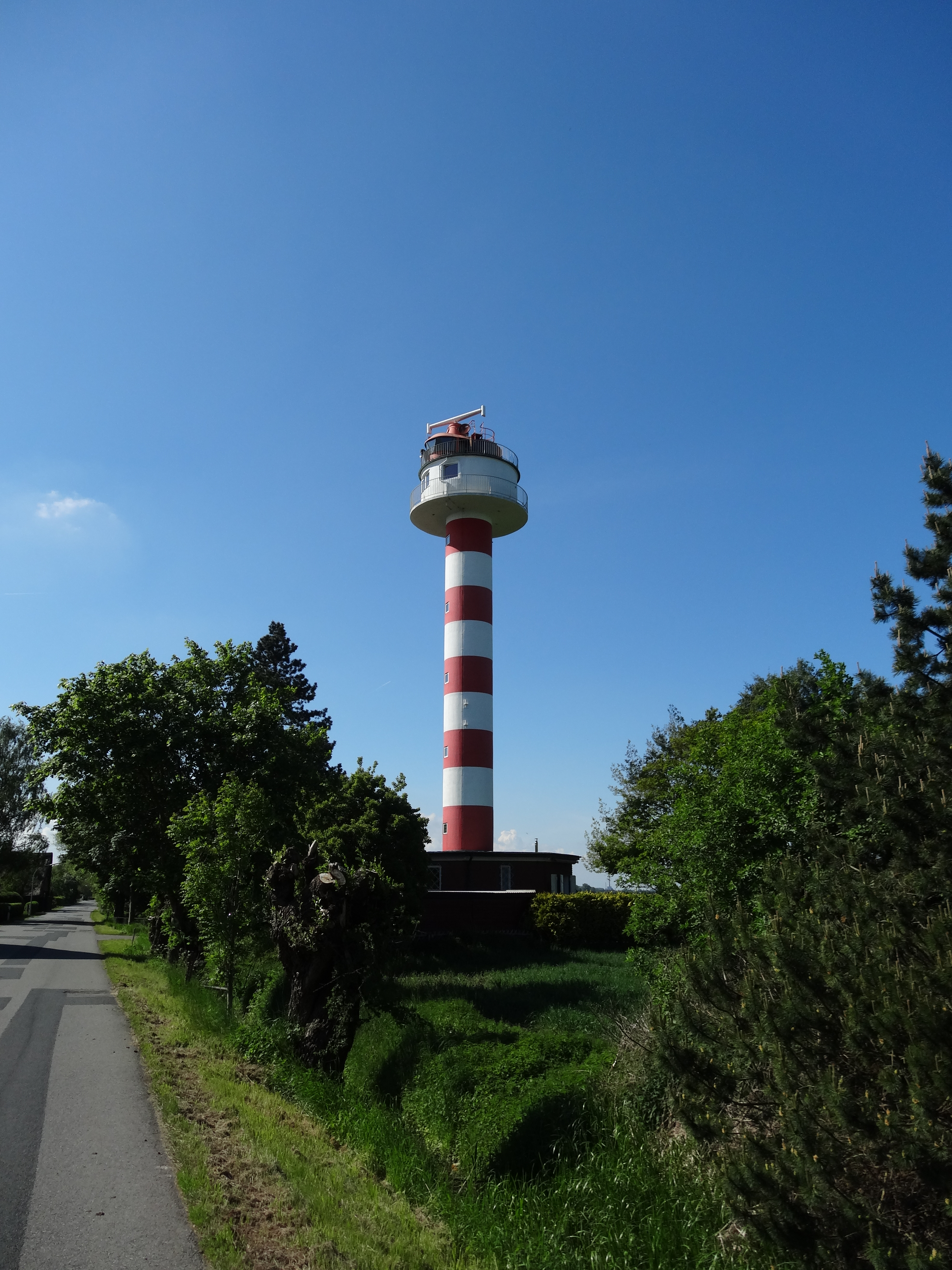
Radarturm am Kollmarer Steindeich